# Jaroslav Heyrovský
Jaroslav Heyrovský (20 décembre 1890 à Prague, Royaume de Bohême - 27 mars 1967 à Prague, Tchécoslovaquie) est un physico-chimiste tchécoslovaque lauréat du prix Nobel de chimie en 1959.

## Biographie
Jaroslav Heyrovský est le cinquième fils de Leopold  Heyrovský et Klara (née Hanel). Son père et son grand-père étaient tous les deux avocats, mais dès son enfance il est attiré par les sciences. En 1904, la presse décrit les travaux menés par William Ramsay sur la découverte et l'isolation de gaz nobles qui lui valent le prix Nobel de chimie, ce qui décidera Heyrovský d'entreprendre des études de chimie physique. En 1909, il s'inscrit à la faculté de philosophie de l'université Charles de Prague où il suit des cours de physique, mathématiques et chimie. Découvrant qu'il ne peut étudier la chimie physique dans cette université, il parvient à décider son père de l'inscrire à l'University College de Londres où William Ramsay enseigne. Il suit alors les cours d'électrochimie de Frederick George Donnan, qui lui suggère de poursuivre une thèse dans ce domaine. Il obtient un BSc en 1913 devient l'assistant de Donnan cette même année.
Ses travaux sont interrompus par le début de la Première Guerre mondiale. Alors de retour chez lui pour les vacances d'été, au lieu de retourner à Londres, il est enrôlé dans l'armée austro-hongroise et sert dans les hôpitaux militaires. À la fin de la guerre il peut passer son examen de doctorat à l'université Charles de Prague.
Il entre ensuite dans le laboratoire du professeur Bohumil Kučera, auteur d'une méthode pour mesurer la tension de surface de mercure polarisé en pesant des gouttes de mercure d'une électrode à goutte tombante de mercure. Heyrovský continuera ces expériences après le décès de Kučera en 1921, et devient directeur du département de chimie physique de l'université Charles de Prague en 1922, puis professeur en 1926.
En 1950, il est nommé directeur d'un nouvel institut de polarographie à Prague, qui deviendra en 1972 le Jaroslav Heyrovský Institue of Physical Chemistry.
Dès 1934, son nom est suggéré pour l'obtention du prix Nobel de chimie, qu'il obtiendra en 1959 « pour sa découverte et le développement des méthodes d'analyse polarographiques ». En 2010, c'est le seul Tchèque à avoir reçu un prix Nobel en sciences, alors que le second tchèque à recevoir ce prix est Jaroslav Seifert (prix Nobel de littérature en 1984).
Jaroslav Heyrovský et Marie Koranová (1903-1983) se marient en 1926, et ont deux enfants, Judith et Michael.

## Principaux travaux
Heyrovský conçut et mit au point, à partir de 1925, la polarographie, méthode d'analyse par voie électrochimique des oxydations et réductions des solutions au moyen d'une électrode de mercure à gouttes tombantes. Il dirigea, à partir de 1950, le nouvel institut de polarographie à l'université Charles de Prague.

## Distinctions et récompenses
- Prix Nobel de chimie (1959)[2]
- Fellow of University College of London (1927)
- Docteur honoris causa de l'université technique de Dresde (1955), de l'université de Varsovie (1956), de l'université d'Aix-Marseille (1959), et de l'université de Paris (1960)
- Membre honoraire de l'Académie américaine des arts et des sciences (1933), de l'Académie hongroise des sciences (1955), de l'Indian National Science Academy (en) (1955), de la Polska Akademia Nauk (1962)
- Membre correspondant de l'Académie allemande des sciences Leopoldina (1956)
- Membre étranger de l'Académie royale danoise des sciences et des lettres (1962)
- Vice-Président de l'International Union of Physics (1951-1957)
- Premier président de la Polarographic Society
- Un cratère sur la Lune est nommé en son honneur : le cratère Heyrovský
- Un astéroïde est nommé son honneur : (3069) Heyrovský